# Miłoradz (gmina)
Miłoradz (daw. gmina Mątowy Wielkie) – gmina wiejska w Polsce położona w województwie pomorskim, w powiecie malborskim. W latach 1975–1998 gmina administracyjnie należała do województwa elbląskiego.
W skład gminy wchodzi 9 sołectw: Bystrze, Gnojewo, Kończewice, Mątowy Małe, Mątowy Wielkie, Miłoradz, Pogorzała Wieś, Stara Kościelnica, Stara Wisła
Siedziba gminy to Miłoradz.
Według danych z 31 grudnia 2020 gminę zamieszkiwało 3341 osób.

## Struktura powierzchni
Według danych z roku 2005 gmina Miłoradz ma obszar 93,75 km², w tym:
- użytki rolne: 82%
- użytki leśne: 3%

Gmina stanowi 18,95% powierzchni powiatu.

## Demografia

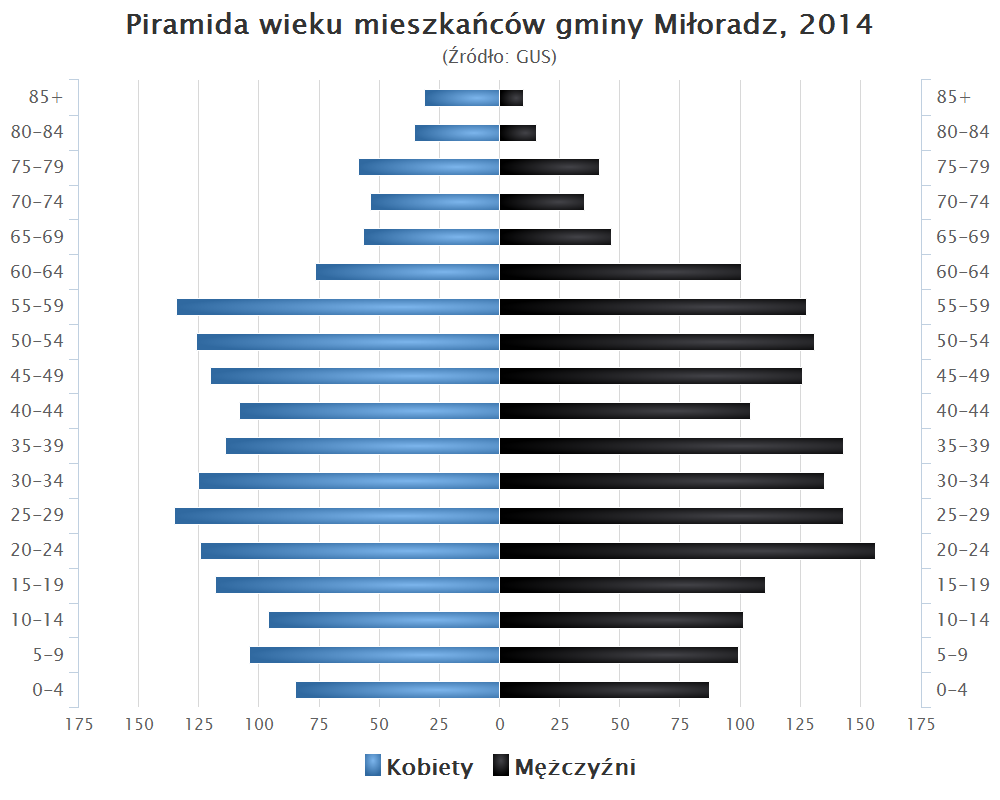
Piramida wieku mieszkańców gminy Miłoradz w 2014 roku

Dane z 31 grudnia 2020:
| Opis                              | Ogółem | Ogółem | Kobiety | Kobiety | Mężczyźni | Mężczyźni |
| --------------------------------- | ------ | ------ | ------- | ------- | --------- | --------- |
| jednostka                         | osób   | %      | osób    | %       | osób      | %         |
| populacja                         | 3341   | 100    | 1662    | 49,7    | 1679      | 50,3      |
| gęstość zaludnienia (mieszk./km²) | 35.6   | 35.6   | 17.7    | 17.7    | 17.9      | 17.9      |

## Ochrona przyrody
- Rezerwat przyrody Las Łęgowy nad Nogatem
- Rezerwat przyrody Las Mątawski
- Rezerwat przyrody Mątowy

## Sąsiednie gminy
Lichnowy, Malbork, Pelplin, Subkowy, Sztum, Tczew